# Andrea Russotto
Andrea Russotto, född 25 maj 1988 i Rom, är en italiensk fotbollsspelare, som spelar för Catanzaro.

## Karriär
Russotto inledde karriären i Lazios ungdomsverksamhet och hyllades tidigt som en av landets mest lovande unga spelare. 2004, då Russotto redan representerat Italien i flera olika ungdomslandslag, kontaktades han av agenturen GEA. Russotto tackade dock nej till att arbeta med den kända agentbyrån och för att undkomma pressen flyttade han till Schweiz och Bellinzona. Russotto kom senare att beskylla GEA för att karriären inte gått som han önskade.
Efter ett halvår i Schweiz lånades Russotto ut till Cisco Roma där han endast gjorde ett framträdande.
Sommaren 2005 lånade Bellinzona istället ut Russotto till  nyblivna Serie A-klubben Treviso. Russotto spenaderade större delen av säsongen med klubbens primaveralag, där han utgjorde ett vasst anfallspar med Robert Acquafresca, men han gjorde även fyra framträdanden i Serie A. Efter säsongen togs Russotto, som enda italienare tillsammans med Lorenzo De Silvestri, ut i tidningen World Soccers lista över världens 50 mest lovande unga spelare.
Treviso åkte ur Serie A, men Russotto blev kvar i klubben ytterligare två säsonger, numera helt ordinarie. Han spelade 32 respektive 31 matcher och svarade för 4 respektive 1 mål.
2008-2009 fick Russotto åter spela i Serie A, den här gången för Napoli. Russotto gjorde femton inhopp under hösten innan han i januari plockades tillbaka till Bellinzona. Russotto spenderade det kommande året med den schweiziska klubben, men spelade bara åtta matcher.
I januari 2010 lånades han istället ut till Crotone i Serie B. Återigen blev Russotto ordinarie och svarade för två mål på 14 framträdanden. Han spenderade även den kommande säsongen med klubben och spelade totalt 31 matcher.
Den 31 augusti, sommarens tranferfönsters sista dag, skrev Russotto på för Livorno i Serie B. Russotto hade dock svårt att hitta formen och spelade bara tre matcher, samtliga som inhoppare. I januari lånades han ut till Carrarese.
Efter sejouren i Carrarese återvände Russotto aldrig till Livorno då hans kontrakt inte förlängdes. Efter att ha stått kontraktslös under ett par månader skrev Russotto i oktober på för US Catanzaro i Lega Pro Prima Divisione. Russotto debuterade för sin nya klubb i 2-3-förlusten mot Nocerina 15 oktober.
I januari 2013 köpte Parma Russotto på delägarskap.

## Landslag
Russotto har representerat Italien i samtliga ungdomslandslag. Han var också en del Italiens landslag vid Sommar OS 2008.